# Jane Brucker
Jane Rachel Brucker (* 14. Mai 1958 in Falls Church, Virginia) ist eine US-amerikanische Schauspielerin.

## Leben
Brucker absolvierte ihre Schauspielausbildung an der North Carolina School of the Arts. Erste Bühnenerfahrungen sammelte sie mit der Improv-Gruppe First Amendment in New York City. Weltbekannt wurde sie 1987 durch ihre Rolle als Lisa Houseman im Tanzfilm Dirty Dancing. Danach trat sie bis Ende der 1980er Jahre noch in einigen Filmen und Fernsehserien auf. Danach übernahm sie nur noch sporadisch Rollen.
Von 1986 bis 1993 war sie mit dem Schauspieler Brian Edward O’Connor verheiratet. Aus der Ehe ging 1989 eine Tochter hervor. 2001 heiratete sie den Fotografen Raul Vega, mit dem sie eine weitere Tochter (* 2004) hat. Brucker lebt mit ihrer Familie in Los Angeles.

## Filmografie (Auswahl)
- 1986: Miami Vice (Fernsehserie, eine Episode)
- 1987: Dirty Dancing
- 1987–1988: Crime Story (Fernsehserie, drei Episoden)
- 1988: Kampf gegen die Mafia (Wiseguy, Fernsehserie, eine Episode)
- 1988: Katies Sehnsucht (Stealing Home)
- 1989: Bluthunde am Broadway (Bloodhounds of Broadway)
- 1989: Doctor Doctor (Fernsehserie, vier Episoden)
- 1998: Ellen (Fernsehserie, eine Episode)
- 2001: Wedding Album (Kurzfilm)
- 2006: Dishdogz
- 2011: Second City This Week (Fernsehserie, eine Episode)